# Moskovskaïa (métro de Saint-Pétersbourg)
Pour les articles homonymes, voir Moskovskaïa.
Moskovskaïa (en russe : Моско́вская) est une station de la ligne 2 du métro. Elle est située sous la Place de Moscou dans le raïon de Moskovski à Saint-Pétersbourg en Russie.
Mise en service en 1961, elle est desservie par les rames de la ligne 2 du métro de Saint-Pétersbourg.

## Situation sur le réseau

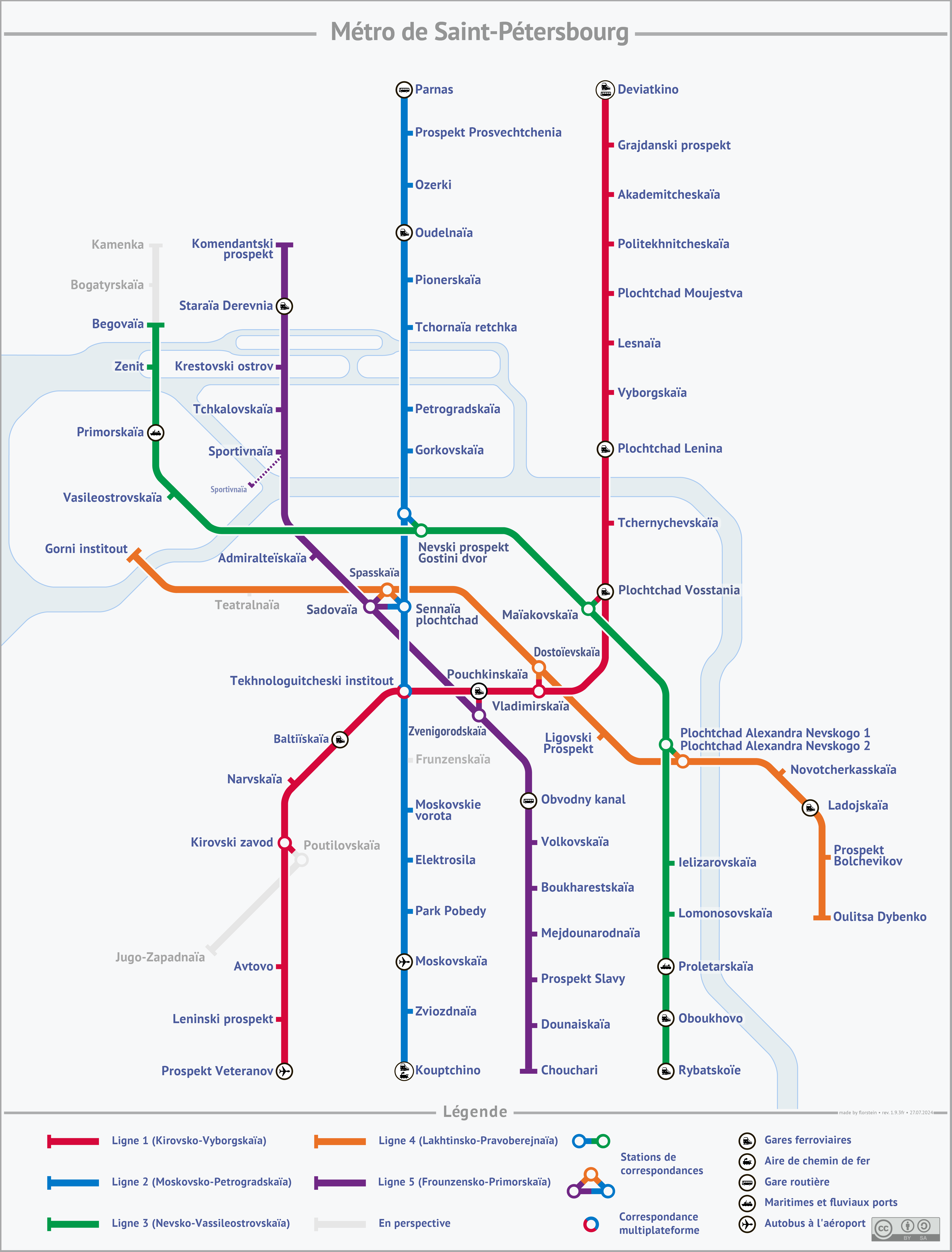
Plan du métro.

Établie en souterrain, à 35 mètres de profondeur sous la place de Moscou, Moskovskaïa est une station de passage de la ligne 2 du métro de Saint-Pétersbourg. Elle est située entre la station Park Pobedy, en direction du terminus nord Parnas, et la station Zviozdnaïa, en direction du terminus sud Kouptchino.
La station dispose d'un quai central encadré par les deux voies de la ligne.

## Histoire
La station Moskovskaïa est mise en service le 25 décembre 1969, lors de l'ouverture à l'exploitation du prolongement de Park Pobedy à Moskovskaïa. Elle est nommée en référence au nom de la place située au-dessus et de l'avenue où se situe les accès. La station souterraine est construite suivant un nouveau type de station dite station fermée (ru), ou le quai central donne sur des portes fermées qui ne s'ouvrent en coulissant que lorsque la rame est présente.

## Services aux voyageurs

### Accès et accueil
La configuration est identique, au nord et au sud, un groupe de quatre bouches donnent sur un passage piéton souterrain qui rejoint un hall également souterrain, en relation avec le quai par un tunnel en pente équipé de trois escaliers mécaniques. Ce qui fait un total pour la station de huit bouche et deux halls.

### Desserte
Moskovskaïa est desservie par les rames de la ligne 2 du métro de Saint-Pétersbourg.

Installations
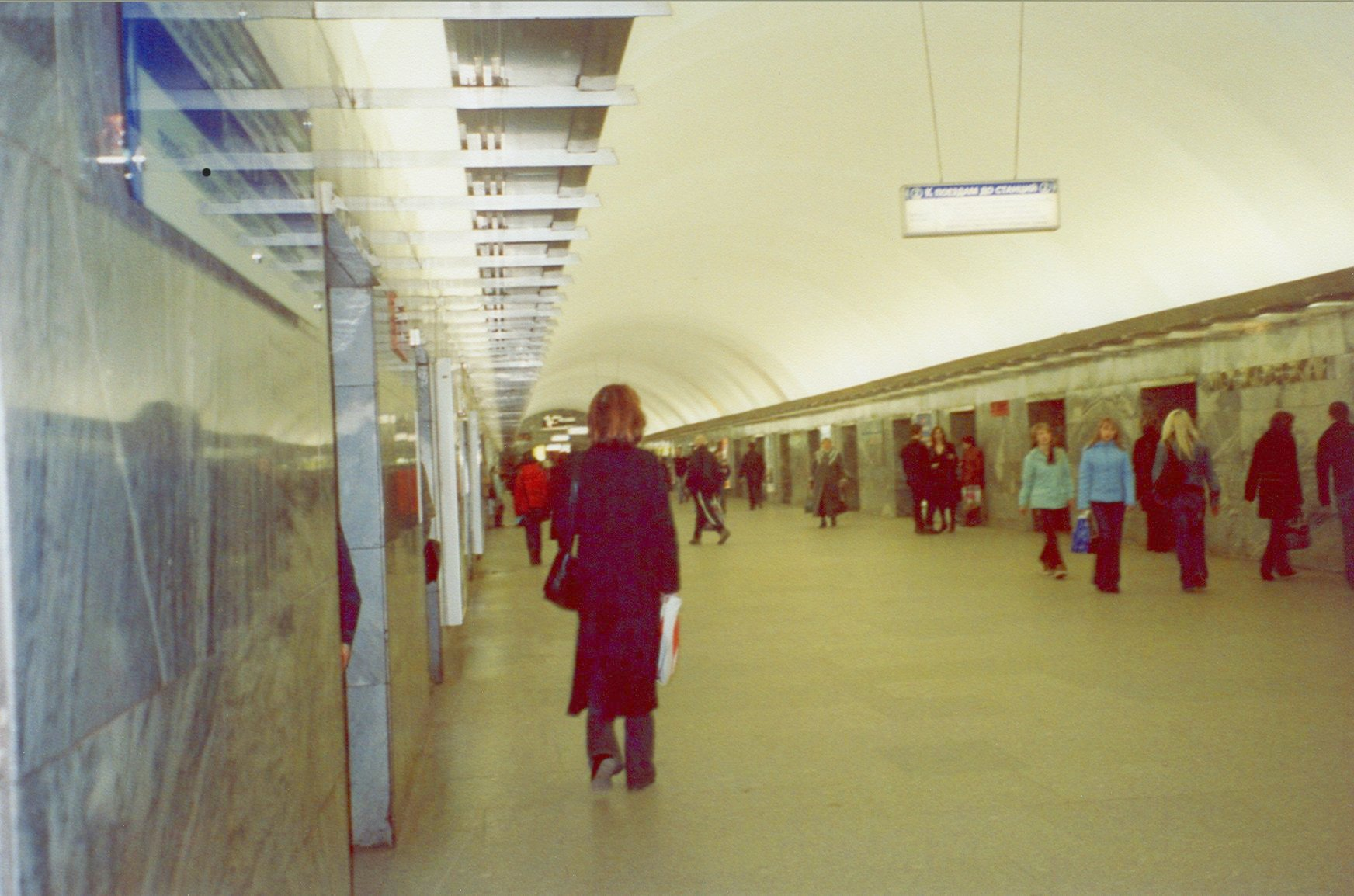
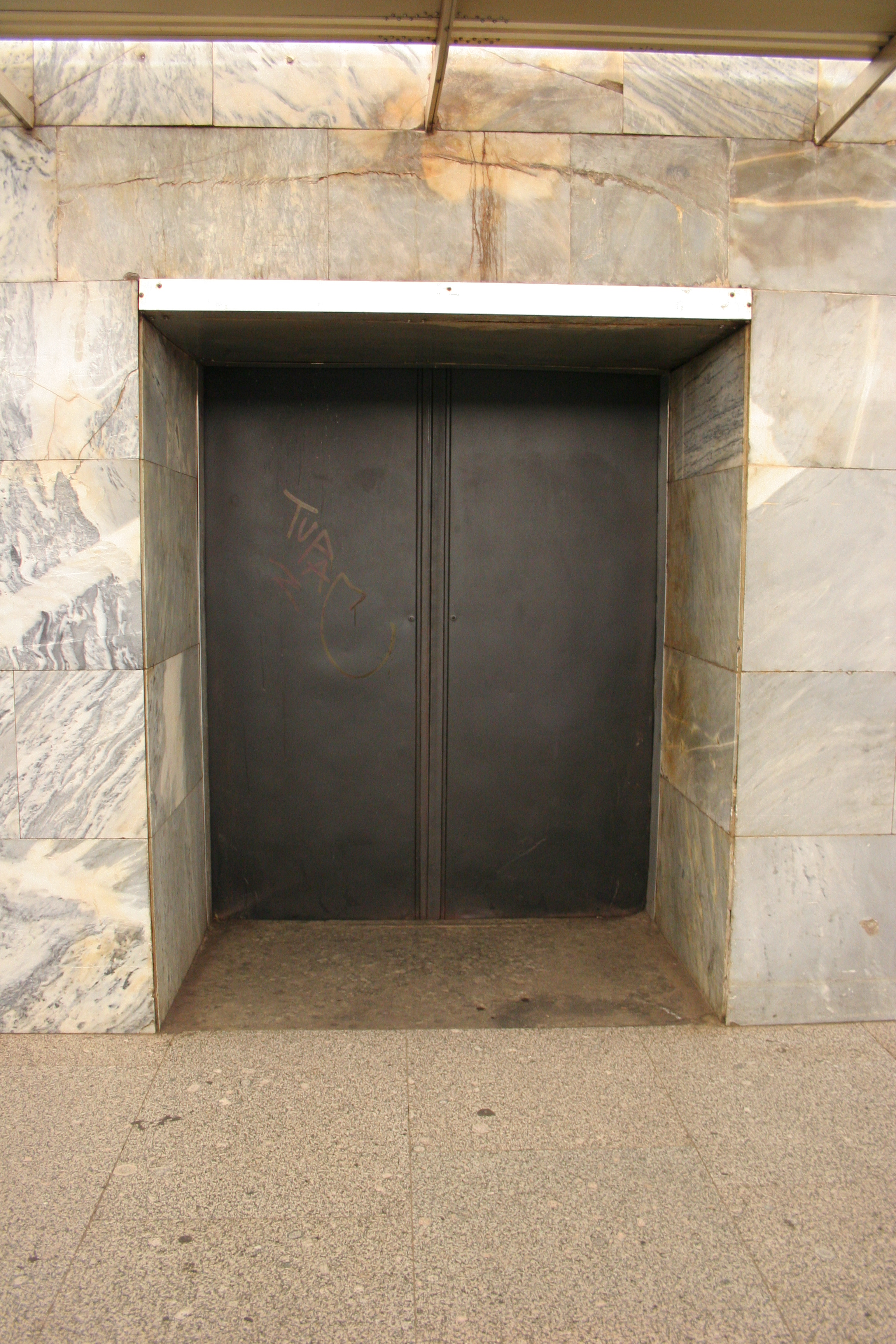
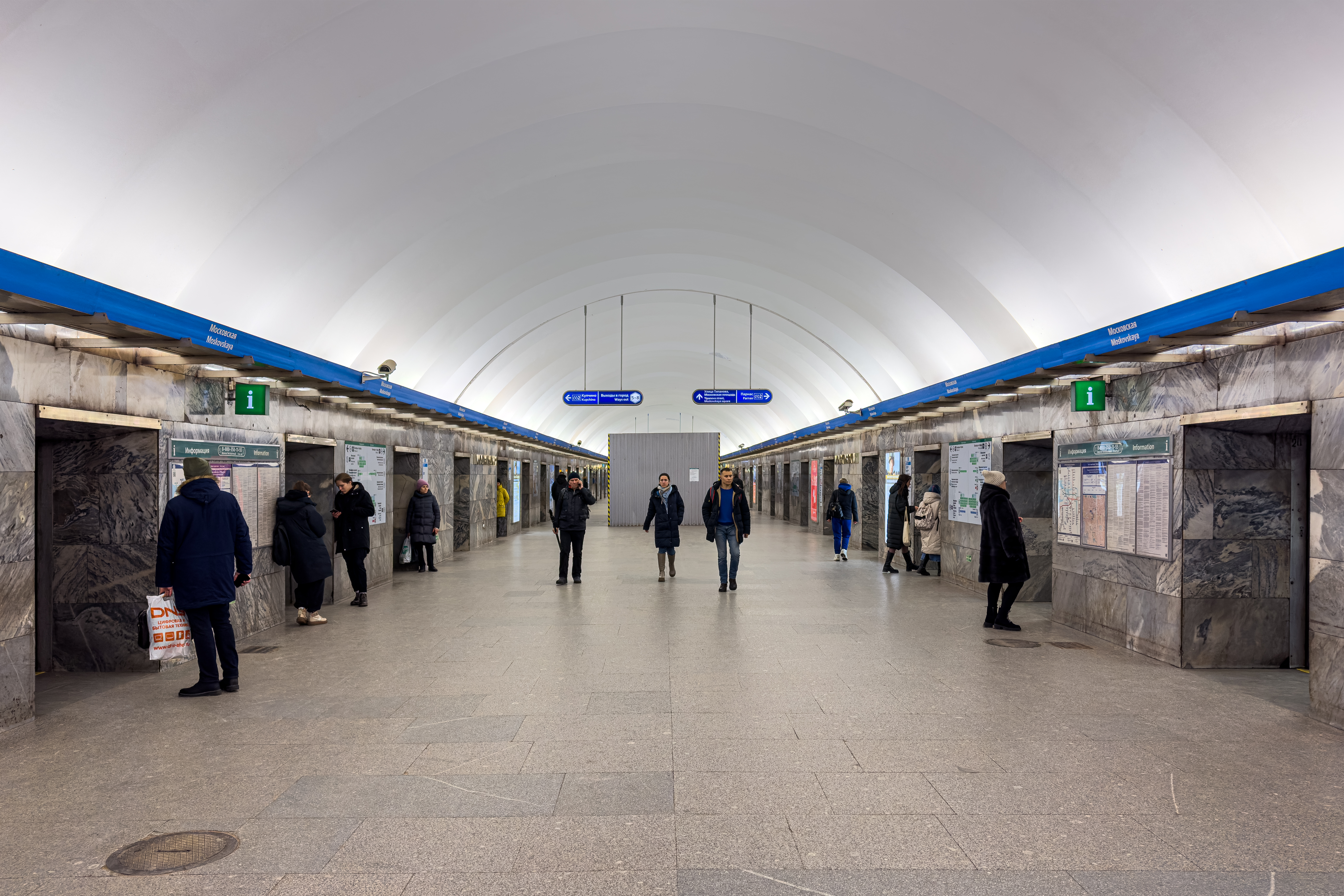

### Intermodalité
À proximité : une station du tramway de Saint-Pétersbourg est desservie par les lignes 29 et 45 ; des arrêts des trolleybus de Saint-Pétersbourg sont desservis par les lignes 27, 29, 35 et 45 ; et des arrêts de bus sont desservis par de nombreuses lignes.